# Eugenia coyolensis
Eugenia coyolensis là một loài thực vật thuộc họ Myrtaceae. Đây là loài đặc hữu của Honduras.